# .nl
.nl este un domeniu de internet de nivel superior, pentru Olanda (ccTLD).